# Amberley Castle

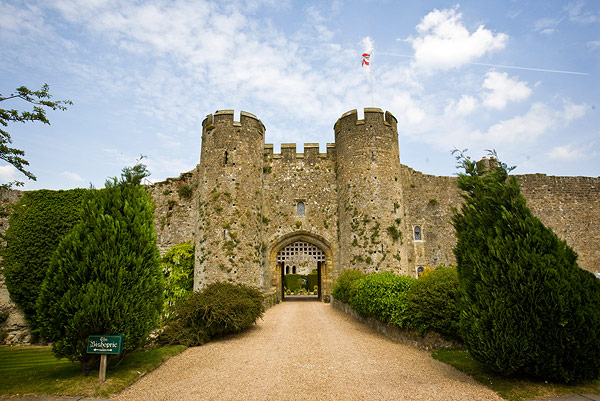
Amberley Castle

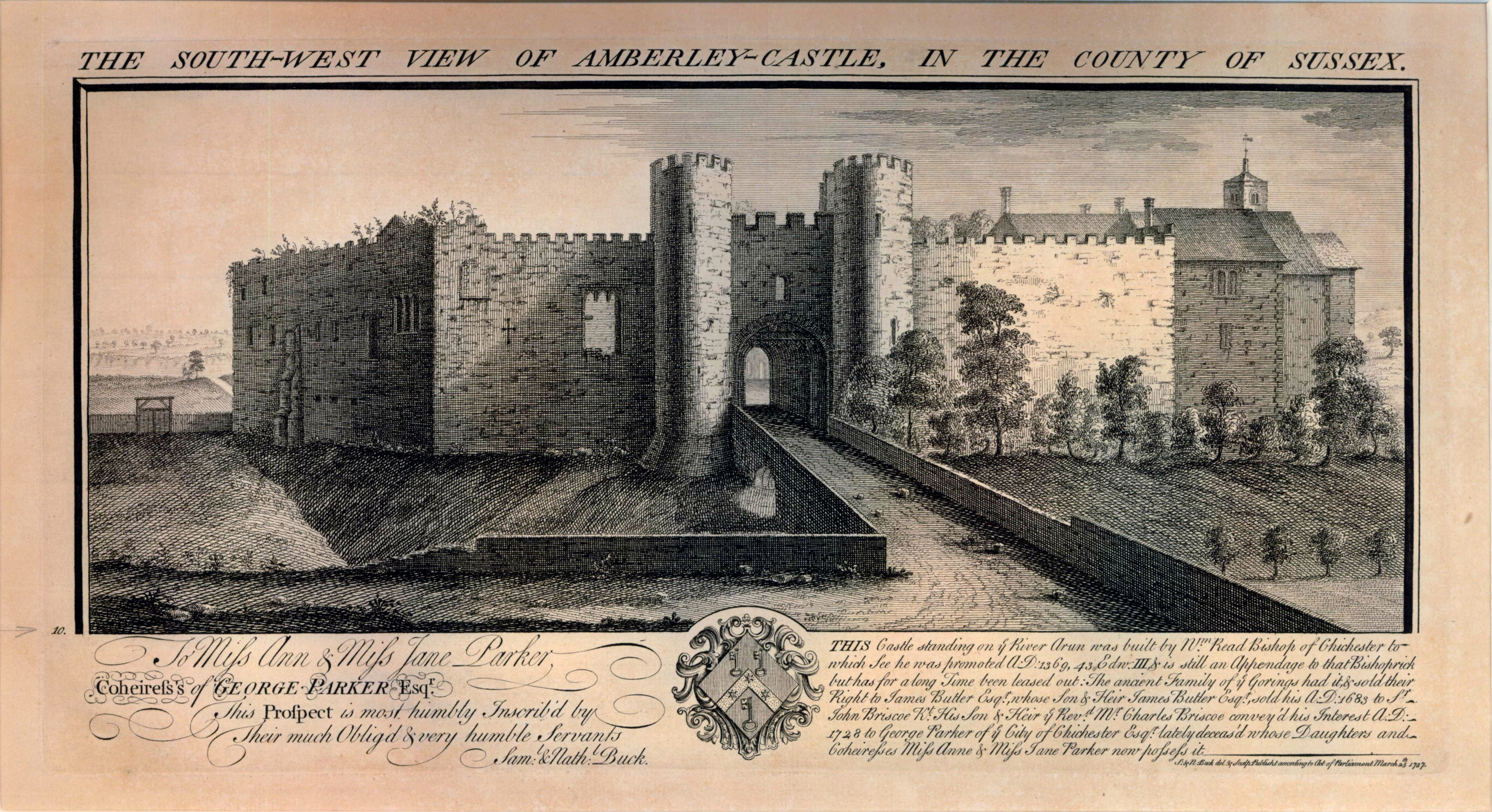
Ein Stich von Amberley Castle aus dem 18. Jahrhundert von Samuel und Nathaniel Buck

Amberley Castle liegt im Dorf Amberley in der englischen Grafschaft West Sussex.
Die Burg wurde als Herrenhaus im 12. Jahrhundert errichtet und 1377 befestigt. Sie erhielt eine Befestigung in rhombischer Form mit hohen Burgmauern, Türmen au jeder der Ecken, einem Rittersaal und einem Tor. Die Bischöfe von Chichester nutzten die Burg als Festung. Die Mauern, das Tor und zwei der Türme sind bis heute erhalten, wurden von English Heritage als historisches Gebäude I. Grades gelistet und dienen heute als Hotel.

## Geschichte
Der Grund, auf dem die Burg steht, gehörte den Bischöfen von Chichester. Das erste urkundlich erwähnte Gebäude an diesem Standort war eine 1103 von Bischof Ralph de Luffa errichtete hölzerne Lodge. Diese wurde 1140 von Bischof Seffrid I. abgebrochen und durch eine feiner gestaltete, steinerne Halle ersetzt, an die Bischof Seffried II. 1200 einen Ostflügel anbauen ließ. Ein größerer Rittersaal wurde von Bischof John Langton zwischen 1305 und 1307 hinzugefügt und das Anwesen wurde zum Sommerpalast der Bischöfe von Chichester.
Bischof William Reade ließ den Rittersaal abreißen und ersetzte ihn durch einen schöneren. 1377 ersuchte er um Befestigung des Anwesens, bekam die Erlaubnis und fügte das Torhaus mit Kerker hinzu. Zwölf Meter hohe Mauern wurden um das gesamte Anwesen gebaut. Bischof Robert Sherborne, der 1536 starb, war der letzte Bischof von Chichester, der die Burg selbst nutzte. Anschließend wurde sie an eine Reihe von Lehensleuten vergeben.
Im englischen Bürgerkrieg veranlasste der royalistische Lehnsherr Oliver Cromwell, seinen General William Waller anzuweisen, die Burg anzugreifen. Dadurch wurden die Mauern auf eine Höhe von sechs Metern geschleift und der Rittersaal zerstört. Die Burg wurde an einen Mr Butler verkauft, aber nach der Restauration der Monarchie 1660 für den Bischof von Chichester wieder hergestellt. Die Butlers blieben Lehensleute, gefolgt von den Briscoes.
1872 wurde die Burg an Lord Zouche verkauft, der sie als Jagdschloss nutzte und 1893 an Henry Fitzalan-Howard, 15. Duke of Norfolk, weiterveräußerte. Der als „Bauherzog“ bekannte 15. Duke renovierte die Burg, modernisierte Arundel Castle und ließ die Kathedrale von Arundel bauen. 1926 kam die Burg in die Hände der Familie Emmett, 1982 in die von Hollis Baker, 1987 in die einer US-amerikanischen Familie und 1988 in die von Joy und Martin Cummings, die sie in ein Restaurant umwandelten. Von 2004 bis 2011 gehörte die Burg Relais & Château.
Die stark veränderte Burg gehört heute (2014) Andrew und Christina Brownsword und ist ein Hotel der Brownsword Hotel Group.